# Dero obtusa
Dero obtusa är en ringmaskart som beskrevs av D'udekem 1855. Enligt Catalogue of Life ingår Dero obtusa i släktet Dero och familjen glattmaskar, men enligt Dyntaxa är tillhörigheten istället släktet Dero och familjen Naididae. Arten är reproducerande i Sverige. Inga underarter finns listade i Catalogue of Life.